# کامران صمیمی
کامران صمیمی (۱۳۰۴–۱۳۶۰) مترجم و استاد زبان انگلیسی، یکی از اعضای جامعه بهایی ایران بود که به مدت شانزده سال در جاکارتا، اندونزی زندگی کرد. وی در سال ۱۳۵۲ به ایران آمد و زمستان ۱۳۶۰ به اتهام جاسوسی‌ و پیروی از آئین بهائیت اعدام شد.

## زندگی
کامران صمیمی در آذرماه ۱۳۰۴ در یک خانواده بهایی به دنیا آمد. وی در سال ۱۳۲۱ در حالی که هفده سال بیشتر نداشت جهت ادامه تحصیل به هند رفت و در همان‌جا با فریده صمیمی ازدواج کرد. وی پس از مدتی به ایران بازگشت و یک مؤسسه آموزش زبان خارجی را بنیان‌گذاری کرد اما در سال ۱۳۳۲ همراه با خانواده‌اش به اندونزی رفت تا به جامعه بهایی در آن‌جا کمک کند. کامران صمیمی ۱۶ سال را با خانواده‌اش در اندونزی گذراند. وی در این دوران مدتی مترجم سفارت ایران در جاکارتا بود و مدتی نیز استاد دانشگاه و همزمان عضو محفل روحانی محلی جاکارتا بود.
پس از بازگشت به ایران محفل روحانی ملی، کامران صمیمی را به عضویت هیئت حقوقی درآورد تا به دفاع از حقوق بهائیان بپردازد و در تابستان سال ۱۳۶۰ پس از آنکه تعدادی از اعضای محفل ملی بهائیت ربوده و ناپدید شدند، به عضویت این محفل انتخاب شد.

## دستگیری و اعدام
به گزارش سازمان عفو بین‌الملل مقامات ایرانی هشت عضو محفل روحانی ملی را در آذرماه ۱۳۶۰ در منزل ذوق‌الله مؤمن دستگیر کردند.
کامران صمیمی در این روز (۲۲ آذر ۱۳۶۰) همراه با ژینوس محمودی، محمود مجنوب، جلال عزیزی، مهدی امین امین، عزت فروهی، سیروس روشنی و قدرت روحانی دستگیر شد.‌ فریده صمیمی همسر کامران صمیمی که به همراه اعضای محفل بازداشت شده بود می‌نویسد: «هیچ حکمی به ما نشان ندادند، جناب امین امین که وکیل دادگستری بودند سؤال کردند شما ورقه‌ای دارید برای جلب ما؟ آن‌ها به ورقه احتیاج نداشتند، هر چه می‌گفتند همان بود»
سرانجام هشت نفر از نه عضو دومین محفل روحانی در تاریخ ششم دی‌ماه ۱۳۶۰ اعدام شدند. بعدها فیلم یکی از جلسات محاکمه او منتشر شد.‌ رئیس قوه قضائیه وقت جمهوری اسلامی بعدها اعلام کرد که صمیمی و دیگر بهائیان اعدام شده همراه او، به جرم جاسوسی اعدام شده‌اند.

## پس از اعدام
اعدام کامران و سایر زندانیان در ششم دی رسماً اعلام نشد و ابتدا آنرا انکار کردند اما بعد عبدالکریم موسوی اردبیلی که رئیس جدید قوه قضاییه جمهوری اسلامی ایران بود اعلام کرد هشت بهایی اعدام شدند و به این ترتیب، اعدام بهائیان، شکل رسمی به خود گرفت.